# Герберт, Мэри
Мэри Кэтрин Герберт (англ. Mary Katherine Herbert; 1 октября 1903 — 23 января 1983) — британская и французская разведчица, агент Управления специальных операций отделения F (французского Сопротивления), курьер разведывательной сети «Сайентист» (англ. Scientist). Её мужем был руководитель сети француз Клод де Бессак.

## Биография
Родилась 1 октября 1903 года в валлийском городе Чепстоу. По происхождению ирландка, дочь бригадного генерала Британской армии Эдмуна Герберта де Мойнса Курта. Окончила Школу изящных искусств Слейда и Лондонский университет, владела свободного французским, итальянским, испанским, немецким и арабским языками. До войны работала сопровождающей детских экскурсий в Австралии, занималась проверкой паспортов в британском посольстве в Польше и переводчицей министра авиации Великобритании.
19 сентября 1941 года Мэри добровольцем была зачислена в Женские вспомогательные воздушные силы на авиабазе Инсуорт и стала сотрудницей администрации. В марте 1942 года по собственному желанию уволилась и была зачислена в Управление специальных операций. Ей зачли службу с 15 января 1941 года, назначив офицером отделения; к тому же Герберт стала первой сотрудницей Женских вспомогательных ВВС, подавшей заявку на добровольную службу в УСО. Она стала сотрудницей отделения F, курировавшего Движение Сопротивления во Франции: помимо неё, там уже работали Лиза де Бессак, Одетта Сэнсом и Жаклин Нирн. Все они проходили учёбу в 31-м специальном училище в Бьюли. Офицер отделения F Питер Черчилль описывал Герберт как высокую и стройную женщину с вьющимися волосами, набожную, имевшую высшее образование в сфере искусств. Лично он выражал большие сомнения в том, что ей стоит идти в Сопротивление.
30 октября 1942 года из Плимута Герберт отправилась в Гибралтар, а оттуда отплыла на фелуке, прибыв в ночь с 3 на 4 ноября 1942 года на побережье Франции, недалеко от Кассиса в Порт-Мью. Она отправилась в Бордо, где была назначена Клодом де Бессаком персональным курьером под псевдонимом «Клодин». Мэри разъезжала добиралась велосипедом и поездом к разным группам сопротивления, доставляя им важную информацию, передавая необходимое снаряжение, вербуя добровольцев и создавая конспиративные квартиры. Также она помогала организовывать сброс на парашютах других агентов УСО. Состоявшая в близких отношениях с Клодом, Мэри объездила почти всю территорию, находившуюся под немецким контролем, в том числе Вандею и Пуатье.
В июне 1943 года была ликвидирована сеть «Физишн» (англ. Physician), а большая её часть членов была арестована. Герберт было рекомендовано скрыться и сменить личные данные. В августе Клод де Бессак уехал со своей сестрой Лизой в Англию, но коллеги Мэри узнали, что она беременна, и порекомендовали ей немедленно прекратить активную деятельность. Находясь на грани раскрытия, Мэри с помощью Роже Ланда выбралась в Бордо 20 ноября 1943 года в частную клинику в Бордо, где в начале декабря 1943 года родила дочь, которую назвала Клодин (матери сделали кесарево сечение).
Выписавшись из больницы, Мэри скрылась в Пуатье на конспиративной квартире Лизы де Бессак, где 18 февраля 1944 года её арестовали гестаповцы, изначально принявшие Герберт за де Бессак. Её разлучили с ребёнком, который был взят под опеку французских социальных служб. В тюрьме она оставалась до Пасхи и выбралась оттуда, только внушив охране легенду о том, что является француженкой из Египта по имени Мари-Луиз Вернье и что об истинной владелице квартиры она ничего не знала. Ей удалось воссоединиться с ребёнком, а в сентябре 1944 года после освобождения Бордо она вернулась к Клоду и Лизе. 11 сентября 1944 года Мэри и Клод поженились в Церкви Тела Христова, но вместе потом не жили.
После войны Мэри работала преподавателем французского языка. Она была отмечена британской Звездой 1939—1945 годов, Французской и Германской звездой, британской военной медалью 1939—1945 годов и французским Военным крестом участницы Второй мировой. Мэри Кэтрин Герберт умерла 23 января 1983 года от пневмонии в Сассексе: в последние моменты жизни рядом с ней была её дочь.